# 15.º Batallón de Ingenieros de la Luftwaffe
El 15.º Batallón de Ingenieros de la Luftwaffe (15. Luftwaffen-Pionier-Bataillon) fue una unidad de la Luftwaffe durante la Segunda Guerra Mundial.

## Historia
Fue formado en octubre de 1942 en el sur de Rusia (área de Salsk), con tres compañías y una columna. Fue disuelto en octubre de 1943.

## Servicios
- 1942 – 1943: bajo la 15.ª División de Campaña de la Fuerza Aérea.